# Dobrodol (Zágráb)
Dobrodol település Horvátországban, Zágráb főváros Szeszvete városnegyedében. Közigazgatásilag a fővároshoz tartozik.

## Fekvése
Zágráb városközpontjától légvonalban 10, közúton 14 km-re északkeletre, a Medvednica-hegység keleti részének déli lejtői alatt, a Dobrodol-patak jobb partján fekszik.

## Története
Az első katonai felmérés térképén „Dobrodol” néven található. Lipszky János 1808-ban Budán kiadott repertóriumában „Dobrodol” néven szerepel. Nagy Lajos 1829-ben kiadott művében „Dobrodol” néven 16 házzal, 122 katolikus vallású lakossal találjuk.
1857-ben 89, 1910-ben 171 lakosa volt. Zágráb vármegye Zágrábi járásához tartozott. 1941 és 1945 között a Független Horvát Állam része volt, majd a szocialista Jugoszlávia fennhatósága alá került. 1991-től a független Horvátország része. 1991-ben lakosságának 97%-a horvát nemzetiségű volt. A településnek 2011-ben 1203 lakosa volt.

## Népessége
| Lakosság változása | Lakosság változása | Lakosság változása | Lakosság változása | Lakosság változása | Lakosság változása | Lakosság változása | Lakosság változása | Lakosság változása | Lakosság változása | Lakosság változása | Lakosság változása | Lakosság változása | Lakosság változása | Lakosság változása | Lakosság változása |
| ------------------ | ------------------ | ------------------ | ------------------ | ------------------ | ------------------ | ------------------ | ------------------ | ------------------ | ------------------ | ------------------ | ------------------ | ------------------ | ------------------ | ------------------ | ------------------ |
| 1857               | 1869               | 1880               | 1890               | 1900               | 1910               | 1921               | 1931               | 1948               | 1953               | 1961               | 1971               | 1981               | 1991               | 2001               | 2011               |
| 89                 | 90                 | 105                | 126                | 157                | 171                | 193                | 195                | 203                | 213                | 226                | 160                | 100                | 116                | 176                | 1.203              |

(1857 és 1880 között lakosságát Vugrovec Donjihoz számították. 1931-ig településrészként, 1948-tól önálló településként.)

## Nevezetességei
- Védett kulturális műemlék a Dobrodolski brijeg 45. szám alatti fa lakóház.[6]
- Védett műemlék a Dobrodolska és a Novi put utcát kereszteződésében álló, 1915-ben állított feszület.[7]